# Gulbröstad drillmyrfågel
Gulbröstad drillmyrfågel (Hypocnemis subflava) är en fågel i familjen myrfåglar inom ordningen tättingar.

## Utseende
Gulbröstad drillmyrfågel är en liten och kortstjärtad myrfågel. Fjäderdräkten är gul med svarta streck, på buken vanligare mer dämpat gulbrun. Den skiljs från perudrillmyrfågeln på mer bjärt gult i fjäderdräkten.

## Utbredning och systematik
Gulbröstad drillmyrfågel delas in i två underarter med följande utbredning:
- H. s. subflava – förberg i Anderna i östra Peru (Huánuco till Cusco)
- H. s. collinsi – södra Peru (Ucayali till Puno) till västcentrala Bolivia och sydvästra amazonska Brasilien

## Levnadssätt
Gulbröstad drillmyrfågel hittas i undervegetation i täta, fuktiga skogar. Den ses framför allt bland klängväxter utmed flodkanter eller kring hyggen intill bambu. Fågeln påträffas i par som endast sällan slår följe med kringvandrande artblandade flockar.

## Status och hot
Arten har ett stort utbredningsområde, men tros minska i antal, dock inte tillräckligt kraftigt för att den ska betraktas som hotad. Internationella naturvårdsunionen IUCN listar arten som livskraftig (LC).